# 吉岡誠
吉岡 誠（よしおか まこと、1906年〈明治39年〉9月12日 - 1991年〈平成3年〉2月11日）は日本の政治家。岩手県盛岡市長（1期）。

## 来歴
盛岡市出身。1929年、福島高等商業学校（現・福島大学経済学部）卒。盛岡銀行、盛岡瓦斯に勤務した。1933年に岩手県庁に入り。商工、秘書の各課長、教育、労働、民生、農地、商工水産、総務の各部長を歴任した。1961年に岩手県副知事に就任した。副知事を2年間務めた後、1965年の盛岡市長選挙で当選した。市長を1期務め、1969年に退任した。1991年に死去した。